# Bille Woodruff
Pour les articles homonymes, voir Woodruff.
Bille Woodruff est un réalisateur de vidéo et de cinéma américain. Il est connu pour ses clips dans le milieu du R&B et du Hip-hop. Il a notamment beaucoup travaillé avec Toni Braxton et le chanteur Joe.
Il a réalisé trois films Honey avec Jessica Alba, Beauty Shop avec Queen Latifah et American Girls 5 avec Christina Milian

## Filmographie

### Réalisateur
- 2003 : Honey
- 2005 : Beauty Shop
- 2009 : American Girls 5
- 2011 : Honey 2: Dance Battle
- 2016 : Honey 3: Dare to Dance
- 2018 : Honey 4: Rise Up And Dance

## Réalisations

### 1994
- Joe - "The One For Me"

### 1996
- Joi - "Ghetto Superstar"
- The Tony Rich Project - "Nobody Knows"
- Toni Braxton - "You're Makin' Me High"
- the Tony Rich Project - "Like A Woman"
- Backstreet Boys - "I'll Never Break Your Heart" (version 2: USA)
- Toni Braxton - "Un-Break My Heart"
- Gloria Estefan - "I'm Not Giving You Up"
- T-Boz feat. Richie Rich - "Touch Myself"
- Luther Vandross - "I Can Make It Better"
- Dru Hill - "In My Bed" (version 1)
- Joe - "All The Things (Your Man Won't Do)"

### 1997
- Backstreet Boys - "Nunca Te Haré Llorar"
- OutKast - "Jazzbelle"
- Toni Braxton - "I Don't Want To"
- Ginuwine - "I'll Do Anything"/"I'm Sorry"
- Timbaland & Magoo feat. Missy Elliott & Aaliyah - "Up Jumps Da' Boogie"
- Usher - "You Make Me Wanna"
- Salt-n-Pepa - "R U Ready?"
- Céline Dion - "My Heart Will Go On"

### 1998
- Babyface & Des'ree - "Fire"
- Gloria Estefan - "Heaven's What I Feel"/" Corazon Prohibido"
- Joe - "All That I Am"
- Céline Dion et R. Kelly - "I'm your Angel"
- Next - "Too Close"

### 1999
- Foxy Brown feat. Total - "I Can't"
- Céline Dion - "Then You Look at Me"
- Dru Hill - "These Are The Times"
- Honeyz - "Love of A Lifetime"
- 702 - "Where My Girls At?"
- R. Kelly feat. Nas - "Did You Ever Think" (remix)
- Kelly Price feat. Jermaine Dupri - "Secret Love"
- 702 - "You Don't Know"
- Blaque - "I Do"
- Jessica Simpson - "I Wanna Love You Forever"
- Blaque - "Bring It All To Me"
- Britney Spears - "Born To Make You Happy"
- Marc Nelson - "15 Minutes"

### 2000
- Céline Dion - "Live"
- TLC - "Dear Lie"
- Joe - "I Wanna Know"
- Toni Braxton - "He Wasn't Man Enough For Me"
- Mary J. Blige - "This Child"
- Toni Braxton feat. Dr. Dre - "Just Be Man About It"
- Joe - "Treat Her Like A Lady"
- Kelly Price - "You Should've Told Me"
- Toni Braxton - "Spanish Guitar"
- 98 Degrees - "My Everything"

### 2001
- Lucy Pearl feat.Snoop Dogg - "You"
- Ray J feat. Lil' Kim - "Wait A Minute"
- Mary Mary feat. Kirk Franklin - "Thank You"
- Blu Cantrell - "I'll Find A Way"
- Fat Joe feat. R. Kelly - "We Thuggin'"
- Babyface - "What If?"
- R. Kelly - "The Worlds Greatest"
- Britney Spears - "Overprotected" (version 1)

### 2002
- Fat Joe feat. Ashanti - "What's Luv?"
- Joe - "What If A Woman"
- Nelly - "Hot in Herre" (version 1)
- Christina Milian - "When You Look At Me"
- Kirk Franklin - "Brighter Day"
- Joe - "Let's Stay Home"
- Laura Pausini - "Surrender" (version 1)

### 2003
- Nick Lachey - "Shut Up"
- R. Kelly - "Ignition"

### 2005
- B5 (en)- All I Do
- Britney Spears - "Do Somethin'"
- R. Kelly feat. Wisen - "Burn It Up"

### 2006
- The Isley Brothers - "Just Came Here To Chill"
- Joe Featuring Papoose - "Where You At"
- 3LW Featuring Jermaine Dupri - "Feelin' You"
- Mary J. Blige - "Take Me As I Am"

### 2007
- Paula Deanda - "Easy"

### 2008
- Trina - "Single Again"
- Enrique Iglesias - "Push"
- Joe – "Why Just Be Friends"

### 2009
- Miranda Cosgrove – " About You Now"
- Toni Braxton – "Yesterday"

### 2010
- Dru Hill – "Love MD"
- Toni Braxton – "Make My Heart"
- Toni Braxton – "Hands Tied"
- Cymia – "Kid Nation"
- Chris Willis – "Louder"
- Shayne Ward – "Gotta Be Somebody"

### 2011
- Jay Sean featuring Lil Wayne – "Hit the Lights"
- Kat Graham – "Love Will Never Do Without an Escapade (Janet Mashup)"

### 2012
- Toni Braxton – "I Heart You"